# Batalla del riu Vaga
La batalla del riu Vaga (o el front del riu Vaga) va ser un front bèl·lic en què van participar l'Exèrcit Roig i les forces aliades durant la intervenció aliada en la Guerra Civil Russa.
Establert al llarg del riu Vaga, un afluent del Dvinà Septentrional, va ser la línia més meridional d'avançament dels Aliats en la Campanya del Nord de Rússia. Inicialment el seu propòsit era flanquejar l'Exèrcit Roig en retirada, però quan la marea va canviar, va ser vital assegurar el flanc dret aliat al front del Dvinà Septentrional.

## Avenç al llarg del Dvinà Septentrional
Els aliats van constituir una força fluvial que incloïa onze monitors britànics (HMS M33, HMS Fox i d'altres), així com pescamines i llanxes canoneres, per ser utilitzada a les aigües navegables de la confluència dels rius Vaga i Dvinà Septentrional. Trenta llanxes canoneres, pescamines i llanxes armades dels bolxevics van passar factura a les forces aliades i van deixar inhabilitades gradualment una nau darrere l'altra.
Les tropes aliades, liderades per Lionel Sadleir-Jackson, aviat es van combinar amb els polonesos i les forces de la Guàrdia Blanca. La lluita va ser dura al llarg d'ambdues ribes del Dvinà Septentrional. La força fluvial va desbordar les posicions terrestres enemigues a través dels atacs dels marines dels Estats Units i el suport coordinat de l'artilleria terrestre. La metralladora Lewis va resultar una arma valuosa i efectiva, ja que ambdues parts estaven armades només amb el rifle estàndard rus de la Primera Guerra Mundial, el Mossin-Nagant. Les tropes aliades van restar inactives l'hivern de 1918, època en què van aprofitar per construir fortins només amb les patrulles d'hivern que hi havien enviat.